# Semjon Koerkotkin

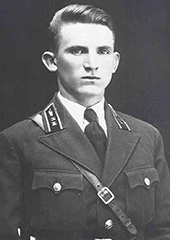
Koerkotkin rond 1940

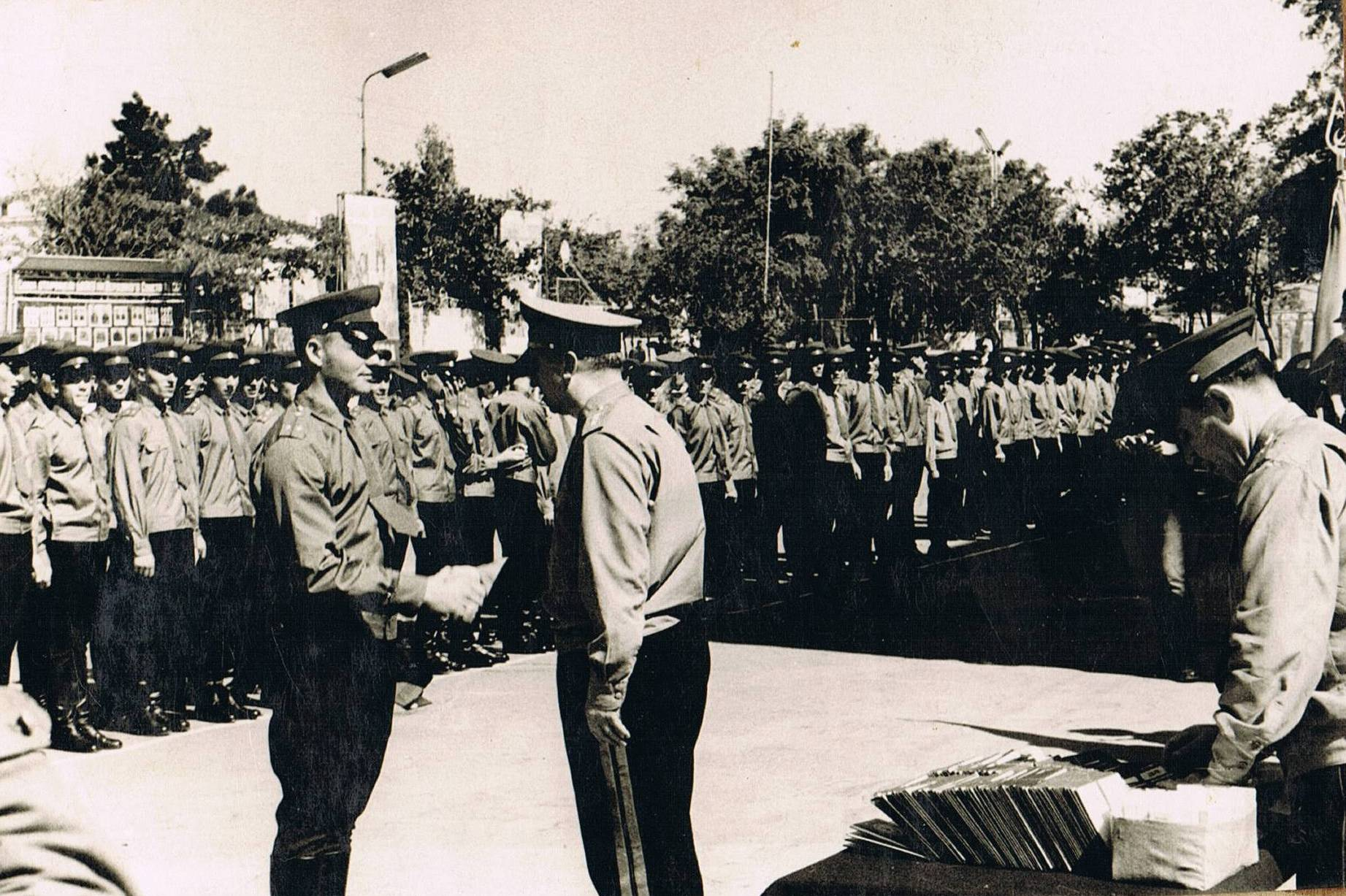
Koerkotkin feliciteert een afgestudeerde luitenant te Bakoe in 1968

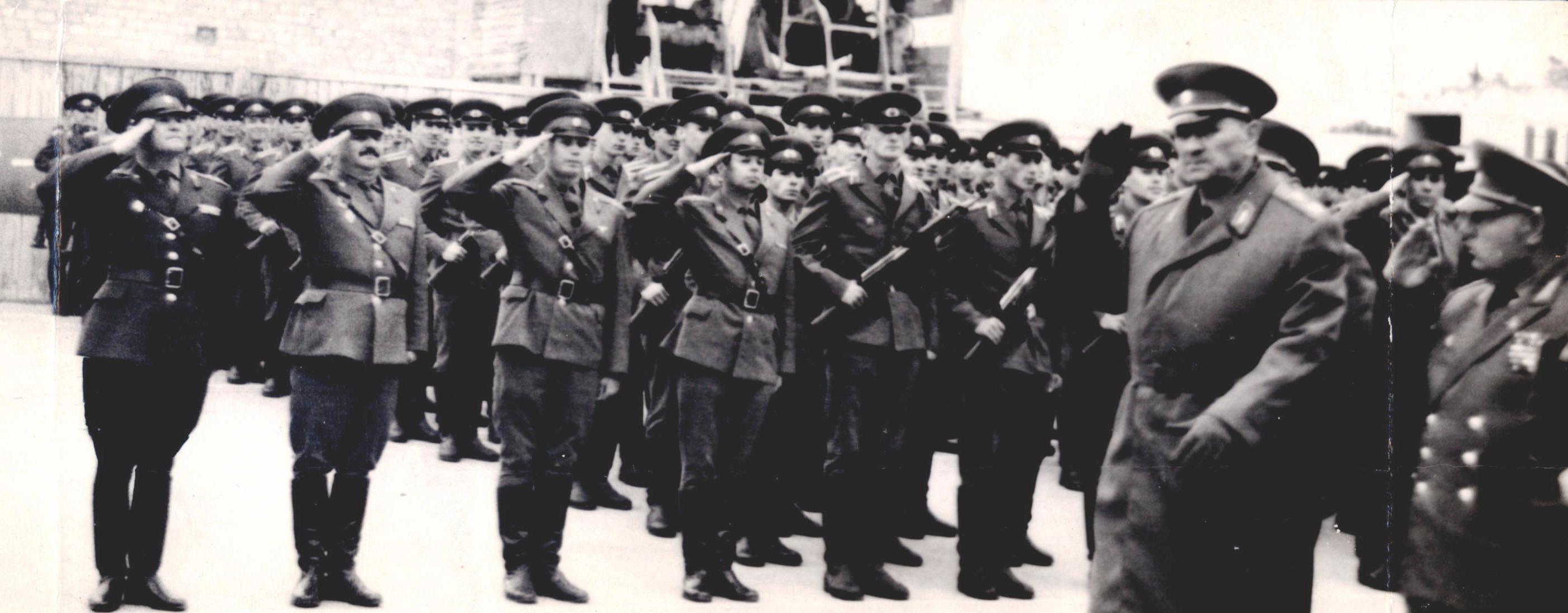
Andrej Gretsjko en Koerotkin te Bakoe in oktober 1970 voor de 50e verjaardag van de Azerbeidzjaanse Socialistische Sovjetrepubliek

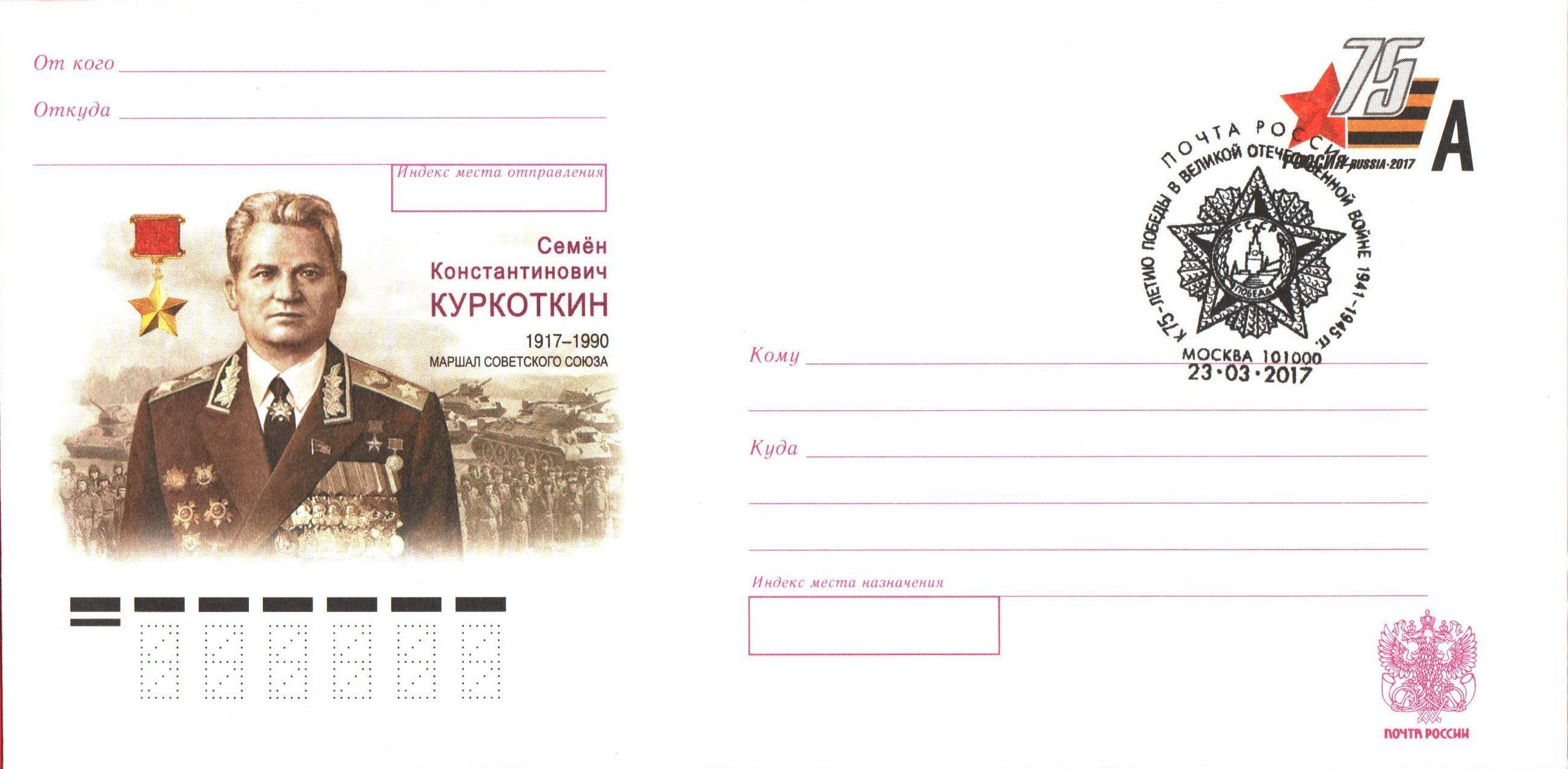
Postkaart van 10 februari 2017

Semjon Konstantinovitsj Koerkotkin (Russisch: Куркоткин, Семён Константинович) (Zaproednaja, Oblast Moskou, 13 februari 1917 – Moskou, 16 september 1990) was een maarschalk en held van de Sovjet-Unie die vocht in de Tweede Wereldoorlog en nadien als Hoofd Logistiek van het Leger van de Sovjet-Unie rampen bestreed.

## Opleiding
Hij werd geboren in een boerengezin. Hij studeerde in 1936 af aan het Industrieel Pedagogisch College te Moskou. Op 1 september 1937 ging hij vrijwillig bij het Rode Leger (Sovjet-Unie) via het militaire registratie- en rekruteringsbureau van Zvenigorod in de Oblast Moskou. In 1939 studeerde hij af aan de school voor gepantserde troepen te Orjol. Daarna werd hij naar de militair-politieke afdeling gestuurd. Van september 1939 tot oktober 1940 was hij politiek instructeur op die school. In 1940 werd hij lid van de Communistische Partij van de Sovjet-Unie,
In augustus 1941 studeerde hij af aan de militair-politieke school te Tsjita.

## Tweede Wereldoorlog
In augustus 1941 werd hij politiek commissaris van een compagnie tanks van het 148e afzonderlijke bataljon verkenners van de 114e divisie fuseliers in het militair district Transbaikal.
In september 1941 vocht zijn divisie in het 7e Leger in de Vervolgoorlog.
In januari 1942 werd hij naar omscholingscursussen voor militaire commissarissen gestuurd, waarna hij in mei 1942 naar het Voronezjfront werd gestuurd. Daar was hij politiek commissaris van een tankbataljon.
Vanaf oktober 1942 was hij commandant van een apart tankbataljon.
Van december 1942 tot maart 1943 was hij plaatsvervangend commandant van het 262e afzonderlijke regiment doorbraaktanks. Hij verdedigde Voronezj en Vorosjilovgrad, vocht bij Charkiv en in de Derde Slag om Charkiv.
In 1943 behaalde hij een korte academische vervolgopleiding voor hogere officieren aan de Militaire Academie van Gepantserde en Gemechaniseerde Troepen van het Rode Leger.
Daarna werd hij naar het 4e Garde Tankkorps gestuurd, waarin hij heel de verdere veldtocht doorliep.
Vanaf juni 1943 was hij plaatsvervangend commandant van de gevechtseenheid van de 14e Garde Tankbrigade aan het Voronezjfront en het 1e Oekraïense Front, van 31 januari tot 15 maart 1944 was hij waarnemend commandant van deze tankbrigade. Hij nam het bevel over de brigade direct in de strijd toen de commandant buiten gevecht was.
Van 9 december tot het einde van de oorlog was hij commandant van de 13e Garde Tankbrigade.
Hij vocht hij tijdens de oorlogsjaren met uitzonderlijke moed, raakte verschillende keren gewond en kreeg zes militaire onderscheidingen. De brigade onder zijn bevel ontving de Orde van de Rode Banier. Op deze posten vocht hij in de verdedigingsfase van de Slag om Koersk, de offensieven Belgorod-Charkiv, Dnjepr-Karpaten, Lviv-Sandomierz, de Slag bij de Duklapas, het Weichsel-Oderoffensief, het Neder-Silezische offensief de Slag om Berlijn en het Praagoffensief.

## Na de oorlog

### Hogere studies
Van juni 1945 tot oktober 1946 voerde hij het bevel over het 13e Garde Tankregiment. Hij ging dan studeren en studeerde in mei 1951 af aan de Militaire Academie voor gepantserde en gemechaniseerde troepen van het Sovjetleger.
Hij werd dan plaatsvervangend commandant van de 10e Garde Tankdivisie. Vanaf december 1952 was hij commandant van de 10e Garde Tankdivisie. Hij studeerde in 1958 af aan de Militaire Academie van de Generale Staf.
Vanaf februari 1959 was hij commandant van het 6e Legerkorps van het militair district Noord-Kaukasus.
Vanaf 7 mei 1960 was hij commandant van het 5e Garde Tankleger van het militair district Wit-Rusland.

### Groep van Sovjetstrijdkrachten in Duitsland
Vanaf 28 januari 1965 was hij commandant van het 2e Garde Tankleger van de Groep van Sovjetstrijdkrachten in Duitsland.
Vanaf 7 juli 1965 was hij commandant van het 3e Stoottroepenleger in de Groep van Sovjetstrijdkrachten in Duitsland.
Vanaf augustus 1966 was hij 1e plaatsvervangend opperbevelhebber van de Groep van Sovjetstrijdkrachten in Duitsland.
Van 1970 tot 1989 was hij plaatsvervanger van de 8e tot 11e vergaderingen van de Raad van de Nationaliteiten van de Opperste Sovjet van de Unie van Socialistische Sovjetrepublieken voor de Georgische Socialistische Sovjetrepubliek.
Van april 1968 tot september 1971 was hij commandant van het militair district Transkaukasië.
Van september 1971 tot juli 1972 was hij opperbevelhebber van de Groep van Sovjetstrijdkrachten in Duitsland.
In 1971 werd hij kandidaat-lid van het Centraal Comité van de Communistische Partij van de Sovjet-Unie.

### Hoofd Logistiek
Van juli 1972 tot mei 1988 - Vice-minister van Defensie van de Sovjet-Unie Hoofd logistiek van de strijdkrachten van de USSR. Koerkotkin hervormde eind jaren zeventig de logistiek van de strijdkrachten van de USSR, waarna de structuur mobiel werd en de efficiëntie en beheersbaarheid van de logistiek toenam.
Woongebouwen, slaapzalen voor officieren werden opgetrokken, kazernes, clubs en officiershuizen werden herbouwd, moderne parken voor militair en transportmaterieel werden aangelegd en opslagfaciliteiten werden versterkt. Tijdens zijn leiderschap werden de eerste elementen van het geautomatiseerde beheersysteem voor de logistiek van de strijdkrachten ontwikkeld en in dienst genomen. Hij zag persoonlijk toe op de acties van de logistieke diensten.
Hij ondersteunde een beperkt contingent Sovjettroepen in Afghanistan met alle soorten materieel voor de Afghaanse Oorlog (1979-1989).
Hij organiseerde de logistieke ondersteuning van militaire contingenten en burgerpersoneel bij de Kernramp van Tsjernobyl, bij overstromingen en bosbranden in de bouwwerven van de Spoorlijn Baikal-Amoer en de Trans-Siberische spoorlijn, bij de tyfoon op Sachalin in 1981, bij ontploffingen in de stations Sverdlovsk-Sortirovotsjni en Arzamas en bij de Aardbeving Spitak 1988.
Van 1975 tot 1989 was hij lid van het Centraal Comité van de Communistische Partij van de Sovjet-Unie.

### Pensioen en overlijden
In mei 1988 ging hij met pensioen met de eretitel inspecteur-generaal van de groep van inspecteurs-generaal van het Ministerie van Defensie van de USSR.
Hij stierf op 16 september 1990 te Moskou en ligt er begraven op de Novodevitsji-begraafplaats.

## Militaire graden
- Luitenant 1939
- Majoor 1943
- Luitenant-kolonel 1944
- Kolonel 20 april 1950
- Generaal-majoor 3 mei 1955
- Luitenant-generaal 22 februari 1963
- Kolonel-generaal 24 februari 1967
- Legergeneraal 3 november 1972
- Maarschalk van de Sovjet-Unie 25 maart 1983

## Onderscheidingen

### Sovjet-Unie
- Held van de Sovjet-Unie 18 februari 1981, medaille nr. 11452, "Voor een grote bijdrage aan de training en verbetering van de gevechtsgereedheid van troepen, persoonlijke moed en moed getoond in de strijd tegen de nazi-indringers tijdens de Grote Patriottische Oorlog"[5][6]
- Vijfmaal Leninorde 31 oktober 1967, 11 februari 1977, 31 mei 1980, 18 februari 1981 en 19 februari 1986
- Orde van de Oktoberrevolutie 4 mei 1972
- Driemaal Orde van de Rode Banier 19 februari 1942, 31 januari 1943 en 7 oktober 1944
- Tweemaal Orde van de Vaderlandse Oorlog 1e klasse 18 mei 1944 en 11 maart 1985
- Orde van Koetoezov 2e klasse 4 juni 1945
- Orde van Bogdan Chmelnitski (Sovjet-Unie) 2e klasse 5 juni 1945
- Orde van de Rode Ster (Sovjet-Unie) 20 april 1953
- Orde van Verdienste voor het Moederland in de Strijdkrachten van de Sovjet-Unie 3e klasse 30 april 1975
- Medaille voor de Gewapende Strijd 1947
- Jubileumsmedaille voor Militaire Dapperheid ingesteld ter herinnering aan de Honderdste Verjaardag van Vladimir Iljitsj Lenin
- Medaille voor Uitstekende bewaker van de grens van de USSR 1970
- Medaille voor de Overwinning over Duitsland in de Grote Patriottische Oorlog 1941-1945
- Medaille voor de 20e Verjaardag van de Overwinning in de Grote Patriottische Oorlog
- Medaille voor de 30e Verjaardag van de Overwinning in de Grote Patriottische Oorlog
- Medaille voor de 40e Verjaardag van de Overwinning in de Grote Patriottische Oorlog
- Medaille voor de Bevrijding van Praag 1945
- Medaille Veteraan van de strijdkrachten van de USSR
- Medaille voor het versterken van de Wapenbroederschap 1973
- Medaille voor de ontginning van woeste gronden 1956
- Jubileummedaille voor 30 jaar Sovjet Leger en Vloot
- Jubileummedaille voor 40 jaar Strijdkrachten van de USSR
- Jubileummedaille voor 50 jaar Strijdkrachten van de USSR
- Jubileummedaille voor 60 jaar Strijdkrachten van de USSR
- Jubileummedaille voor 70 jaar Strijdkrachten van de USSR
- Medaille voor de 800e Verjaardag van Moskou
- Medaille voor onberispelijke militaire dienst

### Buitenland
- Orde van Suha Bator (Mongolië) 1981
- Orde van de Rode Vlag (Mongolië) 1971
- Orde van Tudor Vladimirescu (Roemenië) 1e klasse 1974
- Orde Polonia Restituta 3e klasse 1968
- Oorlogskruis 1944 (Polen) 1968
- Orde van de Rode Vlag (Tsjecho-Slowakije) 1969
- Medaille voor versterking van de Wapenbroederschap 1e klasse (Tsjecho-Slowakije)
- Herdenkingsmedaille Slag bij de Duklapas (Tsjecho-Slowakije) 1959
- Orde van de Volksrepubliek Bulgarije 1e klasse 1974
- Vaderlandse Orde van Verdienste 1e klasse (Duitse Democratische Republiek) 1972
- Tweemaal Scharnhorst-orde (Duitse Democratische Republiek) 1972 en 1985
- Medaille "Vriendschap" (Mongolië) 1968
- Medaille voor militaire samenwerking 1e klasse goud (Hongarije) 20 juni 1980

## Nagedachtenis
- Een gedenkplaat hangt aan het huis waar hij woonde in de Sivtsev Vrazjek Laan nr. 9 te Moskou.
- School nummer 2121 in Moskou is naar hem genoemd. Het schoolmuseum bewaart zijn persoonlijke bezittingen.
- In de stad Naro-Fominsk in de oblast Moskou, is een straat naar hem genoemd. Aan de muur van huis nr. 3 hangt een gedenkplaat.
- In 2017, ter gelegenheid van de 100e verjaardag van zijn geboorte, gaf Potsjta Rossii een omslag uit met kunstzinnige postzegels.